# Ihor Bjelanow
Ihor Iwanowytsch Bjelanow (ukrainisch Ігор Іванович Бєланов; russisch И́горь Ива́нович Бела́нов ‚Igor Iwanowitsch Belanow‘; * 25. September 1960 in Odessa, Ukrainische SSR, Sowjetunion) ist ein ehemaliger sowjetischer bzw. ukrainischer Fußballspieler. Bjelanow spielte den Großteil seiner Karriere bei Tschornomorez Odessa und Dynamo Kiew. Während dieser Zeit wurde der Stürmer 1986 mit dem Ballon d’Or als „Europas Fußballer des Jahres“ ausgezeichnet. Von 1989 bis 1995 war er in der Bundesliga und 2. Bundesliga für Borussia Mönchengladbach bzw. Eintracht Braunschweig aktiv. Mit der sowjetischen Nationalmannschaft nahm er 1986 an der Weltmeisterschaft in Mexiko teil, bei der er in vier Spielen vier Tore erzielte.

## Sportliche Laufbahn

### Vereinskarriere
In der höchsten sowjetischen Spielklasse spielte Bjelanow für Tschornomorez Odessa, für den er Mitte der 1990er-Jahre noch einmal in der nun höchsten ukrainischen Liga auflief, und Dynamo Kiew. Mit dem letzteren gewann er in der Saison 1985/86 den Europapokal der Pokalsieger durch einen 3:0-Finalsieg über den Club Atlético de Madrid in Lyon. Bjelanow schloss ein Studium an der Sporthochschule Kiew ab.
Im Oktober 1989 wechselte Bjelanow als erster sowjetischer Nationalspieler in die Bundesliga. Borussia Mönchengladbach hatte für Bjelanow, der seinen Leistungszenit bereits überschritten hatte und bei Dynamo Kiew zumeist nur noch Ersatzspieler war, nach Presseberichten eine Transfersumme von zwei Millionen DM gezahlt. Sein Förderer Walerij Lobanowskyj urteilte zu dieser Zeit, Bjelanow habe an Explosivität verloren. Bei der Borussia spielte der gebürtige Ukrainer bis Dezember 1990 und erzielte in 24 Spielen nur vier Tore. In der Winterpause der Saison 1990/91 wechselte er zu Eintracht Braunschweig in die 2. Bundesliga. In 38 Zweitligaspielen traf Bjelanow 13-mal für die Niedersachsen, von denen er sich im Sommer 1994, nach einer Saison in der damals drittklassigen Oberliga Nord mit 26 Einsätzen und acht Treffern, trennte. Zu seinen Stärken gehörten seine Technik und die Schnelligkeit, zu Spitzenzeiten lief Bjelanow die 100 Meter in elf Sekunden.

### Auswahleinsätze
Bei der Weltmeisterschaft 1986 in Mexiko spielte der Flügelstürmer mit der sowjetischen Nationalelf unter Trainer Walerij Lobanowskyj ein starkes Turnier, was ihm in diesem Jahr zusammen mit seinen Leistungen beim Europapokalsieg von Dynamo Kiew die Auszeichnung mit dem Ballon d’Or als „Europas Fußballer des Jahres“ einbrachte. Bjelanow hatte in der Vorrunde, die die Sowjetunion als Gruppensieger vor Europameister Frankreich beendete, einmal getroffen und bei der 3:4-Niederlage gegen Belgien hatte er alle drei Treffer erzielt. Insgesamt war Bjelanow in der Sbornaja 33-mal aktiv (8 Tore). In der Qualifikation zur EM 1988 hatte Bjelanow vier Treffer für seine Mannschaft erzielt. Während des Turniers traf er nicht. Bitterster Moment und gleichzeitig größter Erfolg auf Auswahlebene war das Finale der EM 1988 im Münchner Olympiastadion, das die Sowjetunion mit 0:2 gegen die Niederländische Mannschaft um Gullit, van Basten und Rijkaard verlor. Bjelanow scheiterte in dieser Partie mit einem Elfmeter am niederländischen Torwart Hans van Breukelen. Vor der WM 1990 endete in einem Testspiel nach 33 Länderspielen seine Zeit in der Sbornaja.

## Weiterer Werdegang
Er übernahm im Jahr 2003 die Aktienmehrheit beim Schweizer Fußballklub FC Wil. Unter ihm gewann Wil erstmals den Schweizer Cup und nahm daher in der folgenden Saison an der UEFA-Pokal-Qualifikation teil. Aufgrund verschiedener Differenzen hat Bjelanow den FC Wil wieder verlassen, und die AG ging in das Nachlassverfahren. Am 14. Mai 2016 erhielt er vom Präsidenten der Ukraine Petro Poroschenko den ukrainischen Verdienstorden 1. Klasse.
Im Zuge des russischen Überfalls auf die Ukraine 2022 schloss sich Bjelanow den ukrainischen Streitkräften an.

## Erfolge

### Mannschaft
- Sowjetischer Meister (2): 1985, 1986
- Sowjetischer Pokalsieger (2): 1985, 1987
- Europapokal der Pokalsieger: 1986
- Zweiter Europameisterschaft 1988

### Individuell
- Ballon d’Or („Europas Fußballer des Jahres“): 1986
- Torschützenkönig Europapokal der Pokalsieger: 1985/86 (5 Tore)